# Arthur Legrand
Pour les articles homonymes, voir Legrand.
Marie Arthur Alexis Legrand est un homme politique français né le 28 octobre 1833 à Paris et décédé le 8 mai 1916.
Fils de Baptiste Alexis Victor Legrand, il entre au Conseil d’État et siège à la section des Travaux Publics. Il est conseiller général du canton de Barenton en 1866 et maire de Milly de 1870 à 1916. Il est député de la Manche de 1871 à 1885 et de 1889 à 1916. Il siège d'abord au groupe bonapartiste de l'Appel au peuple puis chez les indépendants de droite. Il est un des grands défenseurs des bouilleurs de cru.

## Sources
- « Arthur Legrand », dans Adolphe Robert et Gaston Cougny, Dictionnaire des parlementaires français, Edgar Bourloton, 1889-1891 [détail de l’édition]
- « Arthur Legrand », dans le Dictionnaire des parlementaires français (1889-1940), sous la direction de Jean Jolly, PUF, 1960 [détail de l’édition]